# 嘉数侑昇
嘉数 侑昇（かかず ゆきのり、1941年（昭和16年） - ）は、日本の工学者。北海道大学名誉教授。工学博士（北海道大学）。専門は機械要素。沖縄県生まれ。

## 来歴
- 1967年（昭和42年） 琉球大学農家政工学部を卒業し、北海道大学工学部助手
- 1973年（昭和48年） 北海道大学大学院工学研究科博士課程修了後、旭川工業高等専門学校助教授、学位論文「図形処理用ペナルティ法の開発とその応用」で工学博士（北海道大学）の学位を取得
- 1977年（昭和52年） 北海道大学工学部助教授
- 1987年（昭和62年） 北海道大学工学部教授
- 1996年（平成8年） 同先端科学技術共同研究センター長
- 1997年（平成9年） 北海道大学大学院工学研究科教授
- 2000年（平成12年） 同大型計算機センター長[2]
- 2004年（平成16年）北海道大学停年退官。同名誉教授。北海道情報大学情報メディア学部教授
- 2007年（平成19年）北海道情報大学学長
- 2009年（平成21年）同学長退任
- 2012年（平成24年）北海道情報大学退職

## 研究
ロボット・シミュレータの開発研究、3次元ソリッドモデルを用いたCAD／CAMシステムの開発研究など幅広く情報工学を研究

## 受賞歴
- 精機学会大越記念賞（1977年）
- 工作機械技術振興賞・論文賞（1980年）

## 主著
- ローレンス・デーヴィス著『遺伝アルゴリズムハンドブック』（共訳、森北出版、1994年）
- 『CAD／CAM／CGのための形状処理工学入門』（共著、森北出版、1995年）
- ジョン・Ｈ．ホランド著『遺伝アルゴリズムの理論―自然・人工システムにおける適応』（共訳、森北出版、1999年）